# وداد حمدي
وداد حمدي (3 يوليو 1924 - 26 مارس 1994)، ممثلة مصرية.

## عن حياتها
بدأت حياتها الفنية كـمغنية كورس، أشهر أدوارها كان دور الخادمة خفيفة الظل التي توصل الرسائل بين الحبيبين. ولدت وداد حمدي في مدينة كفر الشيخ في منتصف دلتا نهر النيل وعاشت بصحبة عائلتها في المحلة الكبرى، بحكم عمل والدها في شركة الغزل والنسيج هناك.

## حياتها الخاصة
في حياتها تزوجت مرة واحدة من الفنان محمد الطوخي وقد أثر زواجها عليها حيث اعتزلت في الستينات، لتخرجها من عزلتها المطربة وردة لتشاركها مسرحية «تمر حنة».
درست وداد سنتين في معهد التمثيل ليقدمها بركات في فيلم هذا جناه أبي، ثم عملت بدلا عن عقيلة راتب في مسرحية شهرزاد وذلك في الفرقة القومية المصرية. وتلتها مسرحيات أخرى مثل مسرحية «عزيزة ويونس» من أشهر مسرحياتها «ام رتيبة» «20 فرخة وديك» «عشرة على باب الوزير» «لعبة اسمها الحب» «إنهم يقتلون الحمير» «الدنيا لما تضحك» «مين مبيحبش زوبة» ومن المسلسلات التي عملت بها «عودة الروح» «غوايش».

### وفاتها
في 26 مارس 1994 توفيت غدراً حيث قتلها الريجسير «متى باسيليوس» طعنا بالسكين طمعا في مالها بعد فشله في العثور على الفنانة يسرا كي يقتلها، ألقي القبض عليه وحوكم في قضية استمرت أربع سنوات في نهايتها حكم عليه بالإعدام شنقا ونفذ به.

## من أفلامها

### الأربعينات
1) العيش والملح (1949)
2) أجازة في جهنم (1949)
3) الستات كدة (1949)
4) شاطئ الغرام (1949)
5) فتح مصر (1948)
6) عاشت في الظلام (1948)
7) الحب لا يموت (1948)
8) طلاق سعاد هانم (1948)
9) الشاطر حسن (1948)
10) المستقبل المجهول (1948)
11) العرسان الثلاثة (1947)
12) قبّلنى يا أبي (1947)
13) أحمر شفايف (1946)
14) ضحايا المدينة (1946)
15) أول نظرة (1946)
16) الخمسة جنيه (1946)
17) هذا جناه أبي (1945)
18) عنتر وعبلة (1945)
19) لمن يكون الانتقام
20) حايجننوني

### الخمسينات
21) نساء محرمات (1959)
22) قلب يحترق (1959)
23) أم رتيبة (1959)
24) حسن ونعيمة (1959)
25) كل دقة في قلبي (1959)
26) عاشت للحب (1959)
27) ليلى بنت الشاطئ (1959)
28) الطريق المسدود (1958)
29) مجرم في إجازة (1958)
30) رحمة من السماء (1958)
31) مع الأيام (1958)
32) المعلمة (1958)
33) ساحر النساء (1958)
33) وكر الملذات (1957)
34) لن أبكي أبداا (1957)
35) فتى أحلامي (1957)
36) طريق الأمل (1957)
37) قتلت زوجتي (1956)
38) معجزة السماء (1956)
39) العروسة الصغيرة (1956)
40) قصة حبي (1955)
41) لحن الوفاء (1955)
42) في سبيل الحب (1955)
43) عاشق الروح (1955)
44) ليالي الحب (1955)
45) مرت الأيام (1954)
46) آثار في الرمال (1954)
47) شرف البنت (1954)
48) قلوب الناس (1954)
49) الأنسة حنفي (1954)
50) فتوات الحسينينة (1954)
51) كدبة أبريل (1954)
52) فالح ومحتاس (1954)
53) يا ظالمني (1954)
54) العمر واحد (1954)
55) أربع بنات وضابط (1954)
56) خطف مراتي (1954)
57) قرية العشاق (1954)
58) لمين هواك (1954)
59) نساء بلا رجال (1953)
60) غرام بثينة (1953)
60) مكتوب على الجبين (1953)
61) ابن للإيجار (1953)
62) نافذة على الجنة (1953)
63) طريق السعادة (1953)
64) شريك حياتي (1953)
65) وفاء (1953)
66) يا حلاوة الحب (1952)
67) المساكين (1952)
68) على كيفك (1952)
69) آمنت بالله (1952)
70) ظلمت روحى (1952)
71) سماعة التليفون (1951)
72) تعال سلم (1951)
73) ضحيت غرامي (1951)
74) طيش الشباب (1951)
75) ورد الغرام (1951)
76) ليلة الحنة (1951)
77) حبيب الروح (1951)
78) فرجت (1951)
79) لك يوم ياظالم (1951)
80) وهيبة ملكة الغجر (1951)
81) الحب في خطر (1951)
82) بلد المحبوب (1951)
83) حماتى قنبلة ذرية (1951)
84) ليلة غرام (1951)
85) مكتب الغرام (1950)
86) أنا الماضي (1950)
87) زوج الأربعة (1950)
88) الأفوكاتو مديحة (1950)
89) معلش يا زهر (1950)
90) قمر 14 (1950)
91) آه من الرجالة (1950)
92) المليونير (1950)
93) بنت باريز (1950)

### الستينات
93) إشاعة حُب (1961)
94) النصف الآخر (1967)
95) شقاوة رجالة (1966)
96) العلمين (1965)
97) هارب من الأيام (1965)
98) المصيدة (1963)
99) أميرة العرب (1963)
100) قصة ممنوعة (1963)
101) يوم الحساب (1962)
102) عاصفة من الحب (1961)
103) العملاق (1960)
104) العاشقة (1960)
105) عنتر بن شداد (1960)
106) نهاية الطريق (1960)
107) وداعا يا حب (1960)
108) الليالي الطويلة (1967)

### السبعينات
109) رحلة داخل امراة (1978)
110) شيلنى وأشيلك (1977)
111) الأزواج الشياطين (1977)
112) أفواه وأرانب (فيلم) (1977)
113) على من نطلق الرصاص (1975)
114) في الصيف لازم نحب (1974)
115) نساء الليل (1973)

### الثمانينات
116) يا عزيزي كلنا لصوص (1989)
117) ولاد الإيه (1989)
118) طبول في الليل (1987)
119) من فضلك واحسانك (1986)
120) علي بيه مظهر و40 حرامي (1985)
121) الهلفوت (1985)
122) طابونة حمزة (1984)
123) حسن بيه الغلبان (1982)

### التسعينات
124) الحقيقة اسمها سالم (1994)
125) إللي رقصوا على السلم (1994)
126) وتمت أقواله (1992)
127) الراقصة والحانوتي (1992)
128) الفرقة 12 (1991)

## وصلات خارجية
- وداد حمدي على موقع IMDb (الإنجليزية)
- وداد حمدي على موقع الدهليز
- وداد حمدي على موقع قاعدة بيانات الأفلام العربية
- وداد حمدي على موقع قاعدة بيانات الفيلم (الإنجليزية)
- وداد حمدي على موقع كينوبويسك (الروسية)
- Wedad Hamdy - IMDb